# 汪兆銘内閣
汪兆銘内閣（おうちょうめいないかく、繁: 汪兆銘內閣）は、汪兆銘が第4代行政院長に任命され、1932年（民国21年）1月29日から1935年（民国24年）12月1日まで続いた中華民国国民政府の内閣である。

## 概要
1931年（民国20年）9月18日、柳条湖事件を発端として満洲事変が勃発した。当時、国民政府は蔣介石率いる南京国民政府と陳済棠・汪兆銘・孫科などの反蔣派率いる広州国民政府に分裂していたが、国家の非常事態を背景に両者の和解が進み、翌1932年（民国21年）1月28日には汪兆銘が行政院長として政務を、蔣介石が国民政府軍事委員会委員長として軍務を分担する蔣汪合作政権が成立した。
しかし、汪兆銘は「一面抵抗・一面交渉」を唱え、塘沽協定で満洲国を黙認するなどの対日宥和政策を貫いたために政府内や世論の批判が強まり、1935年（民国24年）11月1日には汪兆銘狙撃事件が発生した。汪兆銘は行政院長を辞任して療養のためヨーロッパに渡り、蔣介石が後任に就いた。

## 閣僚
| 職名             | 氏名 | 氏名   | 所属政党 | 所属政党   |
| ---------------- | ---- | ------ | -------- | ---------- |
| 行政院長         |      | 汪兆銘 |          | 中国国民党 |
| 行政院副院長     |      | 宋子文 |          | 中国国民党 |
| 内政部長         |      | 李文範 |          | 中国国民党 |
| 外交部長         |      | 羅文幹 |          | 無所属     |
| 財政部長         |      | 宋子文 |          | 中国国民党 |
| 軍政部長         |      | 何応欽 |          | 中国国民党 |
| 海軍部長         |      | 陳紹寛 |          | 中国国民党 |
| 教育部長         |      | 朱家驊 |          | 中国国民党 |
| 交通部長         |      | 陳銘枢 |          | 中国国民党 |
| 鉄道部長         |      | 葉恭綽 |          | 無所属     |
| 実業部長         |      | 陳公博 |          | 中国国民党 |
| 司法行政部長     |      | 羅文幹 |          | 無所属     |
| 蒙蔵委員会委員長 |      | 石青陽 |          | 中国国民党 |
| 僑務委員会委員長 |      | 呉鉄城 |          | 中国国民党 |
| 禁煙委員会委員長 |      | 劉瑞恒 |          | 無所属     |